# 茱莉-維克托瓦爾·道比耶
茱莉-維克托瓦爾·道比耶（法語：Julie-Victoire Daubié，1824年3月26日—1874年8月26日）是一名法國記者。她是首位畢業於法國大學的女性，於1861年在里昂獲得文憑學位。
約瑟芬·巴特勒將道比耶的部分著作翻譯成英文。

## 早年生活
道比耶於1824年3月26日出生在孚日山脉的班萊班。她不到兩歲時父親就去世了，她和七個兄弟姐妹隨母親搬到了豐特努瓦，住在父親的家中。她在哥哥的幫助下學習拉丁語、希臘語、德語、歷史和地理。1844年，她獲得教師能力證書，並在巴黎國立自然史博物館學習動物學。在博物館中，她受教於著名的專家艾蒂安·若弗魯瓦·聖伊萊爾。儘管道比耶受過教育，而且沒有法律明文禁止女性進入學術界，但她還是被許多法國大學拒之門外。儘管被拒，她仍繼續上課，同時擔任家庭教師。

## 教育和職業生涯
1859年，道比耶參加了里昂帝國科學與文學研究院舉辦的論文比賽。她寫了一本近300頁的著作，題為「19世紀的貧窮婦女：女性條件與資源」，詳述了女性在職業和學術上受到的排斥、工資不平等以及其他困苦。這篇文章獲得了一等獎，道比耶也獲得了入學資格。
1861年，她成為首位在學士學位考試中亮相的女性。1861年8月，她成為法國首位女性學士，時年37歲。
畢業後，道比耶繼續以活動家和學者的身份寫作關於婦女面對的狀況。她搬到在豐特努瓦購買的一棟大房子，並開了一家刺繡店，託付給她的侄女經營。她還在巴黎香榭麗舍大道定居，並成為了一名知名的經濟記者。1871年，她成為里昂的文科畢業生，也是首位女性文科畢業生。她一直是婦女權利的積極份子，後來成為一名記者。

## 逝世和紀念
1874年8月26日，道比耶因肺結核於豐特努瓦堡病逝，享年50歲。
2018年3月，Google在其「Google塗鴉」中特別介紹了她。

## 來源
- Véronique André-Durupt, Julie-Victoire Daubié la première bachelier, Amis du Vieux Fontenoy, Epinal, 2011.
- Raymonde Albertine Bulger Lettres à Julie-Victoire Daubié, New York, Peter Lang, ed. 1992
- Raymonde Albertine Bulger " Les démarches et l'exploit de Julie-Victoire Daubié première bachelière de France ", The French Review (États-Unis), décembre 1997
- James F. Mcmillan, France and Women 1789–1914: Gender, Society and Politics, ed. Routledge, London, New York,2000.
- The Riverside Dictionary of Biography: A Comprehensive Reference Covering 10,000 of the World's Most Important People, From Ancient Times To The Present Day, ed. Houghton Mifflin, Boston New York, 2005.
- Rebecca Rogers, From the Salon to the Schoolroom: Educating Bourgeois Girls in Nineteenth-Century France, ed. Penn State Press, 2005
- Théodore Stanton The Woman Question in Europe, New York, 1884

## 延伸閱讀
- "Lettres à Julie Victoire Daubié (1824–1874): La première bachelière de France et son temps (Writing About Women) (French Edition)", Raymonde A. Bulger, Writing About Women Series (Book 2), ISBN 978-0820416212 (1 May 1992)